# Пичерни, Пол
Пол Пичерни (англ.  Paul Picerni; полное имя Горацио Пол Пичерни (англ.  Horacio Paul Picerni; 1 декабря 1922 года — 12 января 2011 года) — американский актёр кино и телевидения середины и второй половины XX века.
За время своей кинокарьеры, охватившей период с 1946 по 2007 год, Пичерни сыграл в 71 фильме, среди которых «Вертикальный взлёт» (1949), «Мёртв по прибытии» (1949), «Дом восковых фигур» (1953), «Лёгкая добыча» (1954), «Поездка по кривой дороге» (1954), «В ад и обратно» (1955), «Чудо в дождь» (1956), «Братья Рико» (1957), «Молодые филадельфийцы» (1959), «Мы незнакомы, когда встречаемся» (1960), «Герои Келли» (1970) и «Козерог один» (1977).
Более всего Пичерни известен как исполнитель одной из главных ролей в телесериале «Неприкасаемые» (1959).

## Ранние годы жизни и служба в армии
Пол Пичерни, имя при рождении Хорас Пол Пичерни, родился 1 декабря 1922 года в Нью-Йорке в семье итальянского происхождения. Ребёнком Пичерни мечтал стать адвокатом, пока не сыграл в школьной пьесе, после чего директор школы назвал его «прирождённым актёром». Вскоре Пичерни стал регулярно играть в театральных постановках.
После окончания школы Пичерни пошёл служить в ВВС на бомбардировщик, приняв участие в боевых операциях в Азии во время Второй мировой войны. На бомбардировщике В-24 он летал в регионе Китая, Бирмы и Индии. Он входил в союзническую эскадрилью бомбардировщиков, которая, в частности, уничтожила мост, прославившийся благодаря фильму Дэвида Лина «Мост через реку Квай» (1957). Всего в составе ВВС Пичерни выполнил 25 боевых вылетов, удостоившись Креста лётных заслуг за героизм и достижения во время полётов. После капитуляции Японии он служил офицером спецслужб в Индии.
По возвращении на родину Пичерни поступил на учёбу в Университет Лойола Мэримаунт в Лос-Анджелесе по специальности драматическое искусство, где в 1950 году получил степень бакалавра. Во время учёбы Пичерни постоянно играл в студенческих постановках и периодически получал небольшие роли в кино.
После завершения учёбы его наняла команда по американскому футболу «Лос-Анджелес Рэмс» как ведущего мероприятий в перерывах матчей, и этой работой Пичерни занимался в течение 30 лет.

## Карьера в кинематографе
Начиная с 1946 года, Пичерни стал сниматься в эпизодических ролях в голливудских фильмах, среди которых мелодрама с Аланом Лэддом «Выше славы» (1948) и фильм нуар с Эдомндом О’Брайенеом «Мёртв по прибытии» (1949). В 1949 году он сыграл более заметную роль бомбардира в военной драме с Григори Пеком «Вертикальный взлёт» (1949).
На Пичерни обратил внимание глава подразделения по поиску талантов Warner Brothers, который привёл его на студию. В итоге ещё до завершения учёбы в университете Пичерни получил небольшую роль рядового в военном экшне «Прорыв» (1950), после чего с ним был заключён 7-летний контракт с Warner Brothers. Последовала длинная серия ролей на студии. Только в 1950 году Пичерни сыграл ещё в восьми фильмах, среди них фильмы нуар «Наберите 1119» (1950), «Леди без паспорта» (1950) с Хэди Ламарр, «Тайная ярость» (1950) с Робертом Райаном и Клодетт Кольбер и «Убийца, запугавший Нью-Йорк» (1950) с Эвелин Кейс, а также вестерн с Джоэлом Маккри «Бродяга в седле» (1950), военная комедия «Когда Вилли марширует домой» (1950) и мелодрама «Три тайны» (1950) с Элинор Паркер, Патрицией Нил и Рут Роман.
На следующий год Пичерни появился в спортивной биографической драме «Джим Торп: Настоящий американец» (1951)с Бертом Ланкастером в главной роли, также у него была заметная роль в военной мелодраме «Операция „Пацифик“» (1951) с Джоном Уэйном и Патриция Нил. Другими фильмами Пичерни в 1951 году стали тюремный нуар со Стивом Кокраном «За стенами тюрьмы Фолсом» (1951), антисоветский нуар с Фрэнком Лавджоем «Я был коммунистом для ФБР» (1951), военный экшн с Кокраном «Танки идут» (1951), военная мелодрама с Уильямом Холденом «Сила оружия» (1951) и вестерн с Рэндольфом Скоттом «Форт Уорт» (1951).
Среди четырёх фильмов Пичерни 1952 года самым значительным была религиозная драма «Чудо Богоматери в Фатиме» (1952), в которой Печерни сыграл роль португальского социалиста-агитатора. Более крупную роль он получил в фильме нуар с Эрролом Флинном «Мара Мару» (1951), сыграв нечистого на руку адвоката, который участвует в охоте за затонувшим в море ценным распятием. Он также сыграл в вестерне «Город скотоводов» (1952) и военная драма «Секретная операция» (1952).
Год спустя Пичерни сыграл в шести фильмах. Его самой известной киноролью стала роль романтического молодого скульптора в фильме ужасов «Дом восковых фигур» (1953). Главную роль безумного скульптора в фильме сыграл Винсент Прайс, его безумный персонаж создаёт скульптуры, покрывая воском тела убитых жертв. В финале картины Пичерни спасает ситуацию, сообщая полиции, где обезумевший скульптор держит в заточении его возлюбленную, которая должна стать новой «скульптурой». В фильме нуар «Система» (1953) Пичерни сыграл одну из ключевых ролей специального прокурора сенатской комиссии, который ведёт расследование деятельности преступной сети незаконных азартных игр в нескольких штатах на Среднем Западе США. Другими картинами Пичерни стали музыкальная комедия «Она снова на Бродвее» (1953) с Вирджинией Мейо, музыкальная мелодрама «Пустынная песня» (1953) с Кэтрин Грэйсон, вестерн с Гаем Мэдисоном «Атака на Фэзер-ривер» (1953) и фантастический фильм ужасов «Чудовище с глубины 20000 саженей» (1953). В 1954 году Пичерни сыграл в семи фильмах, среди которых сказка «Приключения Хаджи-бабы» (1954), где у него была заметная роль. Другими его картинами года стали приключенческая биографическая лента с Бертом Ланкастером «Хозяин острова О’Киф» (1954), фильм нуар с Фредом Макмюрреем и Ким Новак «Лёгкая добыча» (1954), фильм нуар с Микки Руни «Поездка по кривой дороге» (1954), вестерны с Рэндольфом Скоттом «Охранник диллижансов» (1954) и «Охотник за головами» (1954) и криминальный экшн с Эдмондом О’Брайеном «Шанхайская история» (1954).
На следующий год Пичерни ушёл со студии Warner Bros., сыграв значимую роль в военной биографической драме Universal Pictures «В ад и обратно» (1955) с Оди Мёрфи в главной роли. Другими фильмами Пичерни этого года были фильмы категории В, среди них детектив «Набирайте красный 0» (1955), фильм нуар с Джоном Пейном «Адский остров» (1955), приключенческий фильм «Хозяин джунглей» (1955) и криминальная драма «Бобби Уэйр пропал» (1955). В 1956 году Пичерни сыграл в мелодраме с Джейн Уаймен «Чудо в дождь» (1956), а также в фильмах нуар «Полёт в Гонконг» (1956) и «Ухаживание» (1956) с Джейн Уаймен, где он был помощником окружного прокурора. В фильме нуар Фила Карлсона «Братья Рико» (1957) Пичерни сыграл крупную роль одного из братьев, который занимается в мафии выбиванием долгов, и которого главари организации приговаривают к смерти. В том же году Пичерни появился в фильмах нуар «Тень в окне» (1957) и «Большая афера» (1957), историческая мелодрама с Корнеллом Уайлдом «Любовь в жизни Омара Хайама» (1957) и военная комедия с Джеком Леммоном «Операция „Бешеный шар“» (1957), где сыграл небольшую роль рядового.
Пичерни имел роли в пяти фильмах 1958 года, среди которых мелодрама с Натали Вуд «Марджори Морнингстар» (1958), фильм нуар «Человек, который умер дважды» (1958), военные драмы «Пуск торпеды» (1958), где был лейтенантом ВМС, и «Морская могила» (1958), где он был моряком, а также вестерн «Возвращение в Уэрбоу» (1958), где он был помощником шерифа. В 1959 году у Пичерни была заметная роль в психологической драме с Полом Ньюманом «Молодые филадельфийцы» (1959), а в 1960 году — единственная роль в романтической мелодраме с Кирком Дугласом и Ким Новак «Мы незнакомы, когда встречаемся» (1960).
В следующий раз Пичерни появился на большом экране в 1964 году, сыграв гангстера в мексиканской криминальной драме «Жестокий возраст» (1964). В 1960-е годы он также сыграл в вестерн-комедии «Охотники за скальпами» (1968) с Бертом Ланкастером и биографической картине о Че Геваре «Че!» (1969) с Омаром Шарифом в заглавной роли.
В 1970 году Пичерни сыграл доктора в популярном триллере «Аэропорт» (1970). Другими фильмами Пичарни в 1970-е годы стали военная комедия «Герои Келли» (1970) с Клинтом Иствудом, вестерн «Захватчики земель» (1970) с Телли Саваласом, комедия «Котч» (1971) с Уолтером Маттау, мексиканский фильм ужасов «Создатель страха» (1971), фантастический экшн «Козерог-1» (1977), приключенческая комедия с Роджером Муром «Бегство к Афине» (1979) и приключенческий экшн с Майклом Кейном «Пленники «Посейдона»» (1979). Последний раз Пичерни появился на большом экране 28 лет спустя с комедии «Три дня до Вегаса» (2007), которую поставил его брат Чарли Пичерни.

## Карьера на телевидении
Пол Пичерни более всего известен как Ли Хобсон, правая рука агента Элиота Несса (Роберт Стэк) в хитовом криминальном телесериале «Неприкасаемые» (1959—1963, 91 эпизод). Действие сериала происходит в Чикаго в период действия Сухого закона. Сериал, который был основан на реальной команде агентов силовых структур 1930-х годов, выходил в эфир в течение четырёх сезонов, и Пичерни играл агента Хобсона в последних трёх. Персонаж Пичерни был коренастым, черноволосым, тихим, решительным и отчаянно преданным своему боссу — совершенно не похожем на гангстера, которого Пичерни сыграл в пилотном эпизоде этого сериала в 1959 году. Как отмечено на сайте Turner Classic Movies, «теледрама была прорывом на телевидении, обеспечив новый уровень обострённой реальности».
На телевидении Пичерни сыграл также в сериалах «Альфред Хичкок представляет» (1957), «Миллионер» (1957), «Перри Мейсон» (1958—1963), «Сыромятная плеть» (1960), «Бонанза» (1960), «Сансет-стрип, 77» (1963), «Беглец» (1964), «Молодые новобрачные» (1964—1966, 195 эпизодов), «Большая долина» (1966), «Виргинец» (1966), «Бэтмен» (1967), «Дымок из ствола» (1967—1974), «Отдел 5-0» (1968), «ФБР» (1968—1974), «Адам-12» (1970—1974), «Вот Люси» (1970—1971), «Менникс» (1970—1975), «Айронсайд» (1974), «Коджак» (1974—1979), «Маклауд» (1975) и «Старски и Хатч» (1976—1977).

## Актёрское амплуа и оценка творчества
Как отметил Деннис Хевези в «Нью-Йорк таймс», за свою карьеру, которая охватила почти четыре десятилетия, Пичерни сыграл более чем в 60 фильмах и в 450 телешоу.
По словам киноведа Хэла Эриксона, Пичерни стал актёром в то время, когда «ведущие актёры из белых воротничков уступали главные роли более реалистичным актёрам из рабочей среды. Пичерни никогда не был мастером исполнения главных ролей, но уверенно он себя чувствовал в ролях второго плана». В 1950 году он подписал со студией Warner Brothers контракт, по которому он сыграл главные роли в длинном списке фильмов категории В.
Более всего Пичерни известен ролью и фильме ужасов «Дом восковых фигур» (1953) и в хитовом криминальном сериале «Неприкасаемые», в котором на протяжении четырёх лет он играл федерального агента.
Позднее он играл в многочисленных телешоу, вестернах и военных фильмах, часто играя итальянских персонажей. Он работал с великими голливудским актёрами, среди которых Люсиль Болл, Джон Уэйн, Берт Ланкастер, Эррол Флинн, Телли Савалас, Оди Мёрфи, Винсент Прайс и Чарльз Бронсон.

## Прочие занятия
В 1965—1968 годах Пичерни был мэром города Тарзана около Лос-Анджелеса, в котором проживал с семьёй много лет.
В 2007 году Пичерни совместно с историком кино Томом Уивером написал и опубликовал автобиографию «Шаги к славе» (англ. Steps to Stardom) (2007) .
Пол Пичерни увлекался гольфом и покером.

## Личная жизнь
Пол Пичерни был женат один раз. В 1947 году он женился на бывшей балерине Мэри Мейсон, с которой прожил до своей смерти в 2011 году. У пары было восемь детей (четверо сыновей и четверо дочерей), двое из которых умерли раньше него. Семья жила в Тарзане, Калифорния.. На момент смерти у Пола Пичерни оставалось трое сыновей (Чарльз, Пол и Филлип), трое дочерей (Джемма Салона, Мария Аткинсон-Бейс и Джина Пичерни), брат Чарльз, три сестры — Пола Пичерни, Элинор Тамбурро и Мерилин Кучарио, а также 10 внуков и 4 правнука.
В 1961 году Пол привёл в Голливуд своего брата Чарли Пичерни, который стал его двойником и каскадёром в сериале «Неприкасаемые» (1959). Чарльз позднее был режиссёром на телевидении и был координатором каскадёров на популярных сериях фильмов «Крепкий орешек» (1987—1998) и «Смертельное  оружие» (1987—1998). Многие из детей и родственников Пола Пичерни также стали каскадёрами в Голливуде, среди них сестра Пола Пичерни, сын Пол В. Пичерни-младший и внук Рик Пичерни.

## Смерть
Пол Пичерни умер 12 января 2011 года в своём доме в коммуне Ллано недалеко от Палмдейла, Калифорния, где жил последние два года жизни. Ему был 88 лет.

## Фильмография
| Год         |     | Русское название                    | Оригинальное название              | Роль                                                        |
| ----------- | --- | ----------------------------------- | ---------------------------------- | ----------------------------------------------------------- |
| 1946        | ф   | В быстрой компании                  | In Fast Company                    | эпизодическая роль (в титрах не указан)                     |
| 1946        | ф   | Не играй с незнакомцами             | Don't Gamble with Strangers        | клиент казино (в титрах не указан)                          |
| 1948        | ф   | Помимо славы                        | Beyond Glory                       | второй детектив (в титрах не указан)                        |
| 1949        | ф   | Вертикальный взлет                  | Twelve O'Clock High                | стрелок (в титрах не указан)                                |
| 1949        | ф   | Мёртв по прибытии                   | D.O.A.                             | помощник фотографа (в титрах не указан)                     |
| 1950        | ф   | Бродяга в седле                     | Saddle Tramp                       | Денвер                                                      |
| 1950        | ф   | Прорыв                              | Breakthrough                       | рядовой Эдвард П. Роджек                                    |
| 1950        | ф   | Тайная ярость                       | The Secret Fury                    | доктор Рот (в титрах не указан)                             |
| 1950        | ф   | Леди без паспорта                   | A Lady Without Passport            | итальянец (в титрах не указан)                              |
| 1950        | ф   | Три тайны                           | Three Secrets                      | сержант (в титрах не указан)                                |
| 1950        | ф   | Я справлюсь                         | I'll Get By                        | морской сержант (в титрах не указан)                        |
| 1950        | ф   | Убийца, запугавший Нью-Йорк         | The Killer That Stalked New York   | следователь управления здравоохранения (в титрах не указан) |
| 1950        | ф   | Наберите 1119                       | Dial 1119                          | переводчик-детектив (в титрах не указан)                    |
| 1951        | ф   | Операция «Пасифик»                  | Operation Pacific                  | Джонси                                                      |
| 1951        | ф   | Я был коммунистом для ФБР           | I Was a Communist for the FBI      | Джо Светик                                                  |
| 1951        | ф   | За стенами тюрьмы Фолсом            | Inside the Walls of Folsom Prison  | Джефф Риордан                                               |
| 1951        | ф   | Форт Уорт                           | Fort Worth                         | Джо Кастро                                                  |
| 1951        | ф   | Сила оружия                         | Force of Arms                      | Шеридан                                                     |
| 1951        | ф   | Джим Торп: Настоящий американец     | Jim Thorpe -- All-American         |                                                             |
| 1951        | ф   | Танки идут                          | The Tanks Are Coming               | Дэнни Коловиц                                               |
| 1951        | с   | Живой Христос                       | The Living Christ                  | Иаков (6 эпизодов)                                          |
| 1952        | ф   | Мара Мару                           | Mara Maru                          | Стивен Ранье                                                |
| 1952        | ф   | Город скотоводов                    | Cattle Town                        | Пепе                                                        |
| 1952        | ф   | Секретная операция                  | Operation Secret                   | капитан Арман Дюпре                                         |
| 1952        | ф   | Чудо Богоматери в Фатиме            | The Miracle of Our Lady of Fatima  | «Красный» агитатор (в титрах не указан)                     |
| 1953        | ф   | Она снова на Бродвее                | She's Back on Broadway             | Джад Келлогг                                                |
| 1953        | ф   | Дом восковых фигур                  | House of Wax                       | Скотт Эндрюс                                                |
| 1953        | ф   | Система                             | The System                         | Дэвид Уайли                                                 |
| 1953        | ф   | Пустынная песня                     | The Desert Song                    | Хассан                                                      |
| 1953        | ф   | Чудовище с глубины 20 000 саженей   | The Beast from 20,000 Fathoms      | человек на трейлере (в титрах не указан)                    |
| 1953—1954   | с   | Облава                              | Dragnet                            | разные роли (2 эпизода)                                     |
| 1954        | ф   | Поездка по кривой дороге            | Drive a Crooked Road               | Карл                                                        |
| 1954        | ф   | Приключения Хаджи Бабы              | The Adventures of Hajji Baba       | Нурел-Дин                                                   |
| 1954        | ф   | Хозяин острова О'Киф                | His Majesty O'Keefe                | испанский владелец корабля (в титрах не указан)             |
| 1954        | ф   | Охранник дилижансов                 | Riding Shotgun                     | Боб Перди (в титрах не указан)                              |
| 1954        | ф   | Лёгкая добыча                       | Pushover                           | дамский ухажёр в коридоре Энн (в титрах не указан)          |
| 1954        | ф   | Шанхайская история                  | The Shanghai Story                 | Эмилио Де Верно                                             |
| 1954        | с   | Театр у камина                      | Fireside Theatre                   | Флорес (1 эпизод)                                           |
| 1954        | с   | Видеотеатр «Люкс»                   | Lux Video Theatre                  | доктор Мёрджер (1 эпизод)                                   |
| 1954        | с   | Мистер и миссис Норт                | Mr. & Mrs. North                   | Берт Конрой (1 эпизод)                                      |
| 1954        | с   | Моя маленькая Марджи                | My Little Margie                   | (1 эпизод)                                                  |
| 1954        | с   | Общественный защитник               | Public Defender                    | Альберт Де Марко (1 эпизод)                                 |
| 1954        | с   | Одинокий волк                       | The Lone Wolf                      | Чик Уолси (1 эпизод)                                        |
| 1954        | с   | Студия 57                           | Studio 57                          | Билл Дэрроу (1 эпизод)                                      |
| 1954        | с   | Кульминация                         | Climax!                            | (1 эпизод)                                                  |
| 1954 — 1955 | с   | Театр четырёх звёзд                 | Four Star Playhouse                | разные роли (2 эпизода)                                     |
| 1954—1957   | с   | Кавалькада Америки                  | Cavalcade of America               | разные роли (2 эпизода)                                     |
| 1954 —1958  | с   | Письмо к Лоретте                    | Letter to Loretta                  | разные роли (4 эпизода)                                     |
| 1955        | ф   | Набирайте красный 0                 | Dial Red O                         | Норман Роупер                                               |
| 1955        | ф   | Адский остров                       | Hell's Island                      | Эдуардо Мартин                                              |
| 1955        | ф   | Хозяин джунглей                     | Lord of the Jungle                 | Пол Кэбот                                                   |
| 1955        | ф   | В ад и обратно                      | To Hell and Back                   | Валентино                                                   |
| 1955        | ф   | Бобби Уэйр пропал                   | Bobby Ware Is Missing              | Альфред Гледхилл                                            |
| 1955        | с   | Телевизионный театр Goodyear        | Goodyear Television Playhouse      | (1 эпизод)                                                  |
| 1955        | с   | Порт                                | Waterfront                         | разные роли (3 эпизода)                                     |
| 1955        | с   | Паспорт опасности                   | Passport to Danger                 | Эдди Матера (1 эпизод)                                      |
| 1955        | с   | Военно-морской журнал               | Navy Log                           | Френчи (1 эпизод)                                           |
| 1955        | с   | Истории века                        | Stories of the Century             | Руб Барроуз, алабамский вор (1 эпизод)                      |
| 1955        | с   | Большой город                       | Big Town                           | (1 эпизод)                                                  |
| 1956        | ф   | Чудо в дождь                        | Miracle in the Rain                | священник                                                   |
| 1956        | ф   | Ухаживание                          | The Come On                        | Дженнингс, помощник окружного прокурора                     |
| 1956        | ф   | Полёт в Гонконг                     | Flight to Hong Kong                | Майкл Квисто                                                |
| 1956        | с   | Граф Монте-Кристо                   | The Count of Monte Cristo          | Патрини (1 эпизод)                                          |
| 1956        | с   | Телевизионный театр «Форда»         | The Ford Television Theatre        | детектив (1 эпизод)                                         |
| 1956— 1958  | с   | Шоу Гейл Сторм                      | The Gale Storm Show: Oh! Susanna   | разные роли (2 эпизода)                                     |
| 1957        | ф   | Тень в окне                         | The Shadow on the Window           | Бигелоу                                                     |
| 1957        | ф   | Большая афера                       | The Big Caper                      | Гарри                                                       |
| 1957        | ф   | Братья Рико                         | The Brothers Rico                  | Джино Рико                                                  |
| 1957        | ф   | Любовь в жизни Омара Хайамы         | Omar Khayyam                       | командующий                                                 |
| 1957        | ф   | Операция Бешеный шар                | Operation Mad Ball                 | рядовой Баллард (в титрах не указан)                        |
| 1957        | с   | Сломанная стрела                    | Broken Arrow                       | разные роли (2 эпизода)                                     |
| 1957        | с   | Шоу Ив Арден                        | The Eve Arden Show                 | мистер Тёрнер (1 эпизод)                                    |
| 1957        | с   | Жизнь семейства Райли               | The Life of Riley                  | Рикардо (1 эпизод)                                          |
| 1957        | с   | Миллионер                           | The Millionaire                    | Лоренс У. Смарт (1 эпизод)                                  |
| 1957        | с   | Истории о техасских рейнджерах      | Tales of the Texas Rangers         | Фмллмп Конзог (1 эпизод)                                    |
| 1957        | с   | Альфред Хичкок представляет         | Alfred Hitchcock Presents          | разные роли (2 эпизода)                                     |
| 1957        | с   | Утренний театр                      | Matinee Theatre                    | (1 эпизод)                                                  |
| 1957        | с   | Код 3                               | Code 3                             | Фред Дэвис (1 эпизод)                                       |
| 1957        | с   | Мальчик из цирка                    | Circus Boy                         | Джклио Гаэтано (1 эпизод)                                   |
| 1957        | с   | Паника                              | Panic!                             | Мартин Хендерсон (1 эпизод)                                 |
| 1957        | с   | Истории уланов 77-го полка          | Tales of the 77th Bengal Lancers   | разные роли (2 эпизода)                                     |
| 1957—1958   | с   | Сапоги и сёдла                      | Boots and Saddles                  | разные роли (2 эпизода)                                     |
| 1957—1958   | с   | Тихая служба                        | The Silent Service                 | разные роли (4 эпизода)                                     |
| 1957 —1960  | с   | Кольт 45 калибра                    | Colt .45                           | разные роли (3 эпизода)                                     |
| 1958        | ф   | Марджори Морнингстар                | Marjorie Morningstar               | Филип Берман                                                |
| 1958        | ф   | Человек, который умер дважды        | The Man Who Died Twice             | Джордж                                                      |
| 1958        | ф   | Пуск торпеды                        | Torpedo Run                        | лейтенант Берт Фишер                                        |
| 1958        | ф   | Возвращение в Уэрбоу                | Return to Warbow                   | помощник шерифа (в титрах не указан)                        |
| 1958        | ф   | Морская могила                      | The Deep Six                       | моряк (в титрах не указан)                                  |
| 1958        | с   | Мэверик                             | Maverick                           | Рене Жиро (1 эпизод)                                        |
| 1958        | с   | Зорро                               | Zorro                              | Педро Муриетта (2 эпизода)                                  |
| 1958        | с   | Полёт                               | Flight                             | (1 эпизод)                                                  |
| 1958        | с   | Шоу Донны Рид                       | The Donna Reed Show                | молочник (1 эпизод)                                         |
| 1958        | с   | 26 мужчин                           | 26 Men                             | разные роли (2 эпизода)                                     |
| 1958 — 1963 | с   | Перри Мейсон                        | Perry Mason                        | разные роли (3 эпизода)                                     |
| 1959        | ф   | Молодые филадельфийцы               | The Young Philadelphians           | Луис Донетти                                                |
| 1959        | с   | Театр 90                            | Playhouse 90                       | лейтенант Альфредо (1 эпизод)                               |
| 1959        | с   | Команда М                           | M Squad                            | Эл Сэмсон (1 эпизод)                                        |
| 1959        | с   | Приключения Рин Тин Тина            | The Adventures of Rin Tin Tin      | Джафар Хуссейн (1 эпизод)                                   |
| 1959        | с   | Жизнь и житие Уайатта Эрпа          | The Life and Legend of Wyatt Earp  | вождь Бычья голова (1 эпизод)                               |
| 1959        | с   | Театр «Вестингхаус» Дезилу          | Westinghouse Desilu Playhouse      | разные роли (3 эпизода)                                     |
| 1959        | с   | Северо-западный маршрут             | Northwest Passage                  | Ги Перро (1 эпизод)                                         |
| 1959        | с   | За закрытыми дверями                | Behind Closed Doors                | Майк Перрера (1 эпизод)                                     |
| 1959— 1960  | с   | Ярость                              | Fury                               | разные роли (2 эпизода)                                     |
| 1959 —1963  | с   | Неприкасаемые                       | The Untouchables                   | Ли Хобсон (91 эпизод)                                       |
| 1960        | ф   | Мы незнакомы, когда встречаемся     | Strangers When We Meet             | Артур Джеранди                                              |
| 1960        | с   | Маркэм                              | Markham                            | капитан полиции Маскотти (1 эпизод)                         |
| 1960        | с   | Сыромятная плеть                    | Rawhide                            | Бэхэн (1 эпизод)                                            |
| 1960        | с   | Бонанза                             | Bonanza                            | Санчез (1 эпизод)                                           |
| 1960        | с   | Люди в космосе                      | Men Into Space                     | Боб Кинг (1 эпизод)                                         |
| 1960        | с   | Бунтарь                             | The Rebel                          | разные роли (3 эпизода)                                     |
| 1960        | с   | Бит Бурбон-стрит                    | Bourbon Street Beat                | Антонио Росси (1 эпизод)                                    |
| 1960        | с   | Гавайский детектив                  | Hawaiian Eye                       | Ланакила (1 эпизод)                                         |
| 1960        | с   | Шугарфут                            | Sugarfoot                          | ДЖан-Паооло Фрегозо (1 эпизод)                              |
| 1960        | с   | Стрелок Слейд                       | Shotgun Slade                      | Куинн (1 эпизод)                                            |
| 1961        | с   | Шепчущий Смит                       | Whispering Smith                   | Энрико Спанато (1 эпизод)                                   |
| 1962        | кор | Страницы смерти                     | Pages of Death                     | главный коп                                                 |
| 1963        | с   | Сансет-стрип, 77                    | 77 Sunset Strip                    | Бруно Кесари (1 эпизод)                                     |
| 1964        | ф   | Жестокий возраст                    | La edad de la violencia            | гангстер                                                    |
| 1964        | с   | Великое приключение                 | The Great Adventure                | Пьер Лафитт (1 эпизод)                                      |
| 1964        | с   | Беглец                              | The Fugitive                       | сержант Де Сантис (1 эпизод)                                |
| 1964        | с   | Величайшее шоу на Земле             | The Greatest Show on Earth         | Марко Великолепный (1 эпизод)                               |
| 1964—1966   | с   | Молодые новобрачные                 | The Young Marrieds                 | доктор Дэн Гаррет (194 эпизода)                             |
| 1964— 1974  | с   | Интуиция                            | Insight                            | разные роли (4 эпизода)                                     |
| 1965 — 1967 | с   | Три моих сына                       | My Three Sons                      | разные роли (2 эпизода)                                     |
| 1966        | с   | В бою                               | Combat!                            | рядовой Гарольд Винсент (1 эпизод)                          |
| 1966        | с   | Большая долина                      | The Big Valley                     | Питерсон (1 эпизод)                                         |
| 1967        | с   | Виргинец                            | The Virginian                      | Паркс (1 эпизод)                                            |
| 1967        | с   | Герои Хогана                        | Hogan's Heroes                     | Джек Уильямс (1 эпизод)                                     |
| 1967        | с   | Бэтмен                              | Batman                             | Браун (1 эпизод)                                            |
| 1967        | с   | Туннель времени                     | The Time Tunnel                    | монгольский воин (1 эпизод)                                 |
| 1967 —1974  | с   | Дымок из ствола                     | Gunsmoke                           | разные роли (4 эпизода)                                     |
| 1968        | ф   | Охотники за скальпами               | The Scalphunters                   | Фрэнк                                                       |
| 1968        | с   | Лансер                              | Lancer                             | проректор-маршал (1 эпизод)                                 |
| 1968        | с   | Отдел 5-O                           | Hawaii Five-O                      | Чарли Мэнган (1 эпизод)                                     |
| 1968— 1969  | с   | Отряд по борьбе с преступностью     | The Felony Squad                   | разные роли (2 эпизода)                                     |
| 1968 —1974  | с   | ФБР                                 | The F.B.I.                         | разные роли (3 эпизода)                                     |
| 1969        | ф   | Че!                                 | Che!                               | Гектор                                                      |
| 1969        | ф   | Захватчики земли                    | Land Raiders                       | Карни / Артуро                                              |
| 1969        | с   | Мир Брэкена                         | Bracken's World                    | Боб Ледерер (1 эпизод)                                      |
| 1970        | ф   | Аэропорт                            | Airport                            | доктор Компаньо                                             |
| 1970        | тф  | Старик, который звал на помощь      | The Old Man Who Cried Wolf         | детектив Грин                                               |
| 1970        | с   | Суть дела                           | The Name of the Game               | Ропер (1 эпизод)                                            |
| 1970 —1971  | с   | Это Люси                            | Here's Lucy                        | разные роли (4 эпизода)                                     |
| 1970 —1974  | с   | Адам-12                             | Adam-12                            | разные роли (2 эпизода)                                     |
| 1970—1975   | с   | Мэнникс                             | Mannix                             | разные роли (5 эпизодов)                                    |
| 1971        | ф   | Создатель страха                    | El hacedor de miedo                | Кеннет                                                      |
| 1971        | ф   | Котч                                | Kotch                              | доктор Рамон Каудильо                                       |
| 1971        | с   | Медицинский центр                   | Medical Center                     | Рейнарт (1 эпизод)                                          |
| 1971        | с   | Любовь по-американски               | Love, American Style               | Альфред (1 эпизод)                                          |
| 1971        | с   | Бессмертный                         | The Immortal                       | Клабо (1 эпизод)                                            |
| 1971        | с   | Напарники                           | The Partners                       | Фрэнк Картер (1 эпизод)                                     |
| 1971—1972   | с   | О’Хара, Казначейство США            | O'Hara, U.S. Treasury              | разные роли (3 эпизода)                                     |
| 1972        | с   | Комната 222                         | Room 222                           | Фред Бьюканен (1 эпизод)                                    |
| 1972        | с   | Семья Смитов                        | The Smith Family                   | Уэбсон (1 эпизод)                                           |
| 1973        | с   | Доктор Маркус Уэлби                 | Marcus Welby, M.D.                 | доктор Артур Оливер (1 эпизод)                              |
| 1973        | с   | Критическое положение               | Emergency!                         | Эд Дюран (1 эпизод)                                         |
| 1973        | с   | Истории привидений                  | Ghost Story                        | доктор Ричардсон (1 эпизод)                                 |
| 1974        | тф  | Большая Роза                        | Big Rose: Double Trouble           | Блэсс                                                       |
| 1974        | с   | Баначек                             | Banacek                            | детектив Эд Уинслоу (1 эпизод)                              |
| 1974        | с   | Айронсайд                           | Ironside                           | Арманд (1 эпизод)                                           |
| 1974        | с   | Беги, Джо, беги                     | Run, Joe, Run                      | рыбак (1 эпизод)                                            |
| 1974 —1979  | с   | Коджак                              | Kojak                              | разные роли (2 эпизода)                                     |
| 1975        | тф  | Люси везёт на людей                 | Lucy Gets Lucky                    | Пэкки Вест                                                  |
| 1975        | с   | Полицейская история                 | Police Story                       | полковник Гас Шамбрэй (1 эпизод)                            |
| 1975        | с   | Маккой                              | McCoy                              | Глен Филипс (1 эпизод)                                      |
| 1975        | с   | Маклауд                             | McCloud                            | бандит Грегори (1 эпизод)                                   |
| 1975        | с   | Колчак: Ночной охотник              | Kolchak: The Night Stalker         | человек из гуманитарной организации (1 эпизод)              |
| 1975— 1977  | с   | Барнаби Джонс                       | Barnaby Jones                      | разные роли (2 эпизода)                                     |
| 1976        | с   | Специальное удовольствие от NBC     | NBC Special Treat                  | Доминик (1 эпизод)                                          |
| 1976        | с   | Элис                                | Alice                              | Винни Рандаццо (1 эпизод)                                   |
| 1976 —1977  | с   | Старски и Хатч                      | Starsky and Hutch                  | разные роли (3 эпизода)                                     |
| 1977        | тф  | Кое-что для Джои                    | Something for Joey                 | Джо Патерно                                                 |
| 1977        | ф   | Козерог-1                           | Capricorn One                      | Джерри                                                      |
| 1977        | с   | Банда Реда Хэнда                    | The Red Hand Gang                  | Фред Норрис (4 эпизода)                                     |
| 1978        | тф  | Последнее усилие                    | The Last Hurrah                    | доктор Майк Сантанджело                                     |
| 1978        | ф   | Бегство к Афине                     | Escape to Athena                   | человек Зено                                                |
| 1978        | с   | Сэм                                 | Sam                                | (1 эпизод)                                                  |
| 1978        | с   | Проект Н.Л.О.                       | Project U.F.O.                     | Эд МЕйсон (1 эпизод)                                        |
| 1978        | с   | Меч правосудия                      | Sword of Justice                   | Бурчелла (1 эпизод)                                         |
| 1979        | тф  | Женщины в белом                     | Women in White                     | техник                                                      |
| 1979        | ф   | Пленники Посейдона                  | Beyond the Poseidon Adventure      | Курт                                                        |
| 1979        | тф  | Марчиано                            | Marciano                           | Джон Адделли                                                |
| 1979        | с   | Остров фантазий                     | Fantasy Island                     | Ник Ларго (1 эпизод)                                        |
| 1979        | с   | Невероятный Халк                    | The Incredible Hulk                | Джим (1 эпизод)                                             |
| 1979        | с   | Происшествие на Френч-Атлантик      | The French Atlantic Affair         | Панама (1 эпизод)                                           |
| 1980        | тф  | Алькатрас: Потрясающая история      | Alcatraz: The Whole Shocking Story | лейтенант Лэгасон                                           |
| 1980        | с   | Вегас                               | Vega$                              | помощник шерифа (1 эпизод)                                  |
| 1981        | с   | Медэксперт Куинси                   | Quincy M.E.                        | Слоун (1 эпизод)                                            |
| 1981        | с   | Охотник Джон                        | Trapper John, M.D.                 | доктор Де Пальма (1 эпизод)                                 |
| 1981        | с   | Каскадёры                           | The Fall Guy                       | Эл Малья (1 эпизод)                                         |
| 1982        | с   | Ударная сила                        | Strike Force                       | доктор Бернардо (1 эпизод)                                  |
| 1982        | с   | Капитолий                           | Capitol                            | полковник Амир (1 эпизод)                                   |
| 1982        | с   | Гэвилан                             | Capitol                            | Петрос (1 эпизод)                                           |
| 1982—1983   | с   | Ти.Дж. Хукер                        | T.J. Hooker                        | разные роли (2 эпизода)                                     |
| 1983 —1985  | с   | Мэтт Хьюстон                        | Matt Houston                       | разные роли (2 эпизода)                                     |
| 1986        | с   | Кувалда                             | Sledge Hammer!                     | полицейский с мегафоном (1 эпизод)                          |
| 1986        | с   | Саймон и Саймон                     | Simon & Simon                      | Мейнард Пресс (1 эпизод)                                    |
| 1987        | тф  | Грязная дюжина: Смертельное задание | Dirty Dozen: The Deadly Mission    | Эрнесто Ферручи                                             |
| 1998—2000   | с   | Диагноз: Убийство                   | Diagnosis Murder                   | разные роли (2 эпизода)                                     |
| 2007        | ф   | Три дня до Вегаса                   | Three Days to Vegas                | Джим                                                        |